# Ingrid Mickler-Becker
Ingrid Mickler, née Becker le 26 septembre 1942 à Geseke en Westphalie, est une ancienne athlète ouest-allemande. Elle a remporté deux médailles d'or aux Jeux olympiques. Aux Jeux olympiques d'été de 1968 à Mexico, elle a gagné l'or au pentathlon, puis aux Jeux olympiques d'été de 1972 à Munich en tant que relayeuse du relais 4 × 100 m.
Elle est élue personnalité sportive allemande de l'année en 1968 et 1971.

## Palmarès

### Jeux olympiques d'été
- Jeux olympiques d'été de 1960 à Rome ( Italie)
  - 9e au saut en hauteur
- Jeux olympiques d'été de 1964 à Tokyo ( Japon)
  - 4e au saut en longueur
  - 8e au pentathlon
- Jeux olympiques d'été de 1968 à Mexico ( Mexique)
  -  Médaille d'or au pentathlon
  - 6e au saut en longueur
  - 6e en relais 4 × 100 m
- Jeux olympiques d'été de 1972 à Munich ( Allemagne de l'Ouest)
  -  Médaille d'or en relais 4 × 100 m
  - éliminée en demi-finale du 100 m
  - éliminée en qualification du saut en longueur

### Championnats d'Europe
- Championnats d'Europe d'athlétisme de 1962 à Belgrade ( Yougoslavie)
  - 4e au pentathlon
- Championnats d'Europe d'athlétisme de 1966 à Budapest ( Hongrie)
  - éliminée en qualification du saut en longueur
- Championnats d'Europe d'athlétisme de 1969 à Athènes ( Grèce)
  -  Médaille d'argent en relais 4 × 100 m
- Championnats d'Europe d'athlétisme de 1971 à Helsinki ( Finlande)
  -  Médaille d'or au saut en longueur
  -  Médaille d'or en relais 4 × 100 m
  -  Médaille d'argent sur 100 m